# 河南國龍礦業建設
河南國龍礦業建設有限公司，河南煤業化工集團旗下公司，是在2005年成立，屬於礦務和屋宇建設工程商，而曾是由河南省煤炭部八十四工程处的政府部門，其後改制公司企業，更名為「河南矿业建设第三工程公司」，其後更名為「河南國龍礦業建設有限公司」。主要業務矿山工程施工、集钻探、冻结、矿建、安装、土建等業務。現任董事長高世恩，以及總經理雒發生。
2009年，和另外3家企業合併，組成河南煤業化工集團。

## 連結
- 河南國龍礦業建設有限公司
- 河南煤业化工集团：在兼并重组中提升竞争力 中国矿产资源整合律师网 （页面存档备份，存于）